# Árbol del Paraíso
Árbol del Paraíso (2008) es un librito que recoge once poemas seleccionados de la obra de Juan José Cuadros Pérez. La elección y prólogo corrió a cargo de Eugenio Cobo, crítico y comentarista literario, buen conocedor del poeta y su obra. Reunió estos poemas para la colección «Cuatro Cantones» que, dirigió Julián Alonso y editó la Fundación Díaz Caneja de Palencia con el número dos de su serie. La portada esta ilustrada por el buen amigo del poeta, José Caballero.